# 空のない世界から
『空のない世界から』は、2022年10月21日公開の日本映画。監督は小澤和義、主演は兒玉遥。
夫のDVが原因で妊娠中に逃げ出した女性が、シングルマザーとして懸命に生きながら、無戸籍となってしまっている娘に負い目を抱え葛藤していく姿を描く。

## キャスト

### 主要人物
藤井麻衣香
演 - 兒玉遥
シングルマザー。DVを振るう夫から妊娠中に逃げ出し、郊外のラブホテルで住み込みで働きながら娘のさくらを育てる。
誰にも知られぬよう暮らしてきたが、生まれて以来無戸籍のさくらにどうしてあげるべきか分からず困惑している。
さくら
演 - つむぎ
麻衣香の娘。小学校に通う年齢になって学校へ行くことを望んでいる。
アゲハ
演 - 佐藤江梨子
チャン君
演 - 上村侑
柏原郁恵
演 - 根岸季衣
北岡さん　　
演 - 窪塚俊介
警察官　　
演 - 本宮泰風
強面オーナー　　
演 - 小沢仁志
麻衣香の勤務するラブホテルのオーナー。

## スタッフ
- 監督 - 小澤和義
- 脚本 - 梶原阿貴
- 音楽 - 吉川清之
- 製作 - 人見剛史
- エグゼクティブプロデューサー - 鈴木祐介
- プロデューサー - 角田陸、神崎良、佐久間敏則
- 協力プロデューサー - 見留多佳城
- 撮影・照明 - 今井哲郎
- 美術 - 早坂英明
- 録音 - 水嶋優太
- 編集 - 恒川岳彦
- 助監督 - 須上和泰
- 衣裳 - 片柳利依子
- ヘアメイク - 結城春香
- 制作プロダクション - G・カンパニー
- 配給・宣伝 - ライツキューブ